# Bogoharjo (Kaliori)
Bogoharjo is een bestuurslaag in het regentschap Rembang van de provincie Midden-Java, Indonesië. Bogoharjo telt 560 inwoners (volkstelling 2010).